# Elezioni primarie del Partito Democratico del 2023 (Italia)
Le elezioni primarie del Partito Democratico del 2023 si sono tenute il 26 febbraio, per individuare il nuovo segretario nazionale e i relativi membri dell'assemblea nazionale del Partito Democratico.
Questa consultazione, il cui esito ha ribaltato sondaggi e previsioni, elegge come segretaria la deputata Elly Schlein, che conquista il 54% dei voti imponendosi sullo sfidante, il presidente dell'Emilia-Romagna Stefano Bonaccini. Schlein è la prima donna, la persona più giovane e la prima appartenente alla comunità LGBT nella storia del partito a ricoprire questa carica. È stata la prima volta in cui il vincitore delle primarie interne al partito è poi risultato sconfitto nelle primarie aperte agli elettori non iscritti.

## Storia
A seguito della sconfitta elettorale subita nelle elezioni politiche del 25 settembre 2022 e della prossima scadenza di mandato del segretario Enrico Letta, viene annunciato il congresso per l'elezione dei nuovi gruppi dirigenti del partito. Questo congresso viene definito "costituente" per la nascita di un "nuovo PD", poiché aperto all'adesione di altri partiti o movimenti politici, partendo da quelli con cui il PD aveva già formato la lista elettorale Partito Democratico - Italia Democratica e Progressista per le elezioni politiche. In particolare, nel "Comitato nazionale costituente" sono stati nominati anche esponenti di Articolo Uno e di Democrazia Solidale (DemoS).
La fase congressuale si è quindi aperta il 21 gennaio 2023 con l'Assemblea nazionale, la quale ha approvato il nuovo Manifesto dei valori e dei principi, documento politico redatto dal Comitato nazionale costituente che affiancherà – anziché abrogare – il precedente Manifesto dei valori del 2008, e il regolamento del congresso stesso. In seguito all'approvazione del manifesto, la Direzione nazionale di Articolo Uno ha quindi invitato i propri iscritti a partecipare al congresso e aderire al nuovo corso del PD, ricomponendo di fatto la scissione del 2017.
Entro il termine del 27 gennaio sono state così presentate quattro candidature per la segreteria: Stefano Bonaccini, Gianni Cuperlo, Paola De Micheli ed Elly Schlein.
Il congresso prevede una prima fase di votazione nei circoli del PD, riservata ai soli iscritti, al cui termine i primi due candidati verranno ammessi alle primarie aperte del 26 febbraio.
Il 12 febbraio, al termine della prima fase delle votazioni per tutte le regioni tranne Lazio e Lombardia, Stefano Bonaccini risulta primo col 54,35% dei voti espressi, seguito da Elly Schlein con il 33,70%.
Il 19 febbraio, al termine delle primarie chiuse anche in Lazio e Lombardia, risultano ufficiali per il voto del 26 le candidature di Bonaccini e Schlein. De Micheli annuncia di sostenere a titolo personale Bonaccini, mentre Cuperlo lascia libertà di scelta.

## Processo elettorale
Il processo elettorale si articola in due fasi: nella prima fase, dal 3 al 12 febbraio, gli iscritti al Partito Democratico, e quelli che si sono registrati al processo costituente entro il 31 gennaio, hanno votato per i quattro candidati. Gli iscritti della Lombardia e del Lazio, a causa delle elezioni regionali, hanno potuto votare fino al 19 febbraio. Nella seconda fase, i due candidati più votati hanno partecipato a un voto aperto il 26 febbraio, al quale hanno potuto partecipare anche elettori e simpatizzanti del PD di età superiore ai 16 anni.

## Candidati
| Foto | Nome | Nome              | Cariche | Logo | Slogan           |
| ---- | ---- | ----------------- | --- | ---- | ---------------- |
|      |      | Elly Schlein      | - Deputata della Repubblica Italiana (dal 2022) - Vicepresidente della regione Emilia-Romagna (2020-2022) - Europarlamentare (2014-2019) |      | Parte da Noi     |
|      |      | Stefano Bonaccini | - Presidente della regione Emilia-Romagna (dal 2014) - Presidente della Conferenza delle regioni e delle province autonome (2015-2021) - Responsabile degli enti locali della segreteria nazionale del Partito Democratico (2013-2014) - Consigliere regionale dell'Emilia-Romagna (2010-2014) - Segretario regionale del Partito Democratico in Emilia-Romagna (2009-2015) - Consigliere comunale di Modena (2009-2010) |      | Energia Popolare |

### Appoggi

#### Elly Schlein
- Anthony Barbagallo[7]
- Fabrizio Barca[8]
- Pier Luigi Bersani[9]
- Goffredo Bettini[10]
- Francesco Boccia[11]
- Laura Boldrini[12]
- Marta Bonafoni[13]
- Stefania Bonaldi[14]
- Chiara Braga[15]
- Susanna Camusso[16]
- Susanna Cenni[17]
- Giuseppe Chicchi[18]
- Monica Cirinnà[19]
- Andrea Crisanti[20]
- Jasmine Cristallo[21]
- Valentina Cuppi[22]
- Cesare Damiano[23]
- Cecilia D'Elia[24]
- Ariel Dello Strologo[25]
- Michela Di Biase[26]
- Vasco Errani[27]
- Emiliano Fossi[28]
- Dario Franceschini[29]
- Michele Franchi[30]
- Marco Furfaro[28]
- Valentina Ghio[25]
- Chiara Gribaudo[31]
- Camilla Laureti[32]
- Matteo Lepore[33][34]
- Sergio Lo Giudice[35]
- Pierfrancesco Majorino[36]
- Patrizia Manassero[37]
- Raffaella Mariani[38]
- Iacopo Melio[39]
- Marco Miccoli[24]
- Antonio Misiani[40]
- Franco Mirabelli[41]
- Roberto Morassut[42]
- Rossella Muroni[13]
- Achille Occhetto[43]
- Andrea Orlando[44]
- Erasmo Palazzotto[45]
- Giuseppe Paolini[46]
- Luca Pastorino[25]
- Emma Petitti[18]
- Peppe Provenzano[7]
- Matteo Rossi[30]
- Anna Rossomando[17]
- Ferruccio Sansa[47]
- Mattia Santori[48]
- Marco Sarracino[49]
- Arturo Scotto[50]
- Marina Sereni[51]
- Ugo Sposetti[52]
- Alessandro Tambellini[53]
- Livia Turco[54]
- Stefano Vaccari[17]
- Marta Vincenzi[25]
- Ylenia Zambito[55]
- Alessandro Zan[56]
- Nicola Zingaretti[57]

#### Stefano Bonaccini
- Anna Ascani[58]
- Lorenzo Basso[59]
- Brando Benifei[60]
- Enrico Borghi[61]
- Giovanna Bruno[59]
- Claudio Burlando[62]
- Paolo Calvano[63]
- Elena Carnevali
- Sergio Chiamparino (voto tra gli elettori)[64]
- Carlo Cottarelli[65]
- Gianni Dal Moro[66]
- Vincenzo D'Arienzo[66]
- Antonio Decaro[67]
- Paolo De Castro[68]
- Andrea De Maria[69]
- Paola De Micheli (4ª classificata)[70]
- Graziano Delrio[71]
- Vincenzo De Luca[72]
- Michele De Pascale[73]
- Michele Emiliano[74]
- Piero Fassino[75]
- Eugenio Giani[76]
- Dino Giarrusso[77]
- Giorgio Gori[78]
- Lorenzo Guerini[79]
- Beatrice Lorenzin[80]
- Stefano Lo Russo[81]
- Simona Malpezzi[82]
- Valeria Mancinelli[83]
- Andrea Marcucci[84]
- Catiuscia Marini[85]
- Carmelo Miceli[45]
- Alessia Morani[86]
- Alessandra Moretti[87]
- Dario Nardella[88]
- Matteo Orfini[89]
- Pina Picierno (candidata vicesegretario)[90]
- Giuditta Pini[91]
- Roberta Pinotti[92]
- Patrizia Prestipino[93]
- Lia Quartapelle[33]
- Fausto Raciti[45]
- Matteo Ricci[94]
- Alessia Rotta[66]
- Jamil Sadegholvaad[81]
- Rachele Scarpa[59]
- Debora Serracchiani[95]
- Katia Tarasconi[81]
- Irene Tinagli[96]
- Giorgio Tonini[97]
- Valeria Valente
- Luigi Zanda (voto tra gli elettori)[98]
- Diego Zardini[66]

#### Gianni Cuperlo
- Sergio Chiamparino (voto tra gli iscritti)[64]
- Andrea Giorgis[99]
- Miguel Gotor[100]
- Mario Oliverio[101]
- Barbara Pollastrini[102]
- Luigi Zanda (voto tra gli iscritti)[103]

#### Paola De Micheli
- Enza Bruno Bossio[104]
- Lorenza Bonaccorsi[104]

## Sondaggi
| Data                                        | Sondaggio                                   | Campione di voti                            |                    |           | Indecisi | Vantaggio |       |     |     |   |       |
| Data                                        | Sondaggio                                   | Campione di voti                            | Schlein            | Bonaccini | Indecisi | Vantaggio |       |     |     |   |       |
| ------------------------------------------- | ------------------------------------------- | ------------------------------------------- | ------------------ | --------- | -------- | --------- | ----- | --- | --- | - | ----- |
| Data                                        | Sondaggio                                   | Campione di voti                            | 7-10 febbraio 2023 | Intwig    | Indecisi | Vantaggio | 1.003 | 39% | 61% | – | 22,0% |
| 7-10 febbraio 2023                          | Emg Different                               | 1.500                                       | 33%-37%            | 63%-67%   | 31%-33%  | 30,0%     |       |     |     |   |       |
| 11-12 febbraio 2023                         | Winpoll                                     | 1.000                                       | 56,3%              | 43,7%     | –        | 12,6%     |       |     |     |   |       |
| 16–17 febbraio 2023                         | Izi                                         | 800                                         | 45,8%              | 54,2%     | –        | 8,4%      |       |     |     |   |       |
| 22 febbraio 2023                            | Euromedia Research                          | N.D.                                        | 32,7%              | 48,8%     | 18,5%    | 16,1%     |       |     |     |   |       |
| 20-22 febbraio 2023                         | Demos&Pi e Demetra                          | 1003                                        | 30,0%              | 57,0%     | 13,0%    | 27,0%     |       |     |     |   |       |
| 23 febbraio 2023                            | Bidimedia                                   | 602                                         | 31,0%              | 38,0%     | 31,0%    | 7,0%      |       |     |     |   |       |
| 26 febbraio 2023 - Risultati delle primarie | 26 febbraio 2023 - Risultati delle primarie | 26 febbraio 2023 - Risultati delle primarie | 53,75%             | 46.25%    | –        | 7,5%      |       |     |     |   |       |

## Risultati

### Voto tra gli iscritti (3-19 febbraio)
| Candidati              | Candidati              | Voti    | %     |
| ---------------------- | ---------------------- | ------- | ----- |
|                        | Stefano Bonaccini      | 79 787  | 52,87 |
|                        | Elly Schlein           | 52 637  | 34,88 |
|                        | Gianni Cuperlo         | 12 008  | 7,96  |
|                        | Paola De Micheli       | 6 475   | 4,29  |
| Totale voti validi     | Totale voti validi     | 150 907 | 100   |
| Schede bianche e nulle | Schede bianche e nulle | 623     | -     |
| Totale votanti         | Totale votanti         | 151 530 | -     |

|            |            |  |        |        |
| ---------- | ---------- |  | ------ | ------ |
| Bonaccini  | Bonaccini  |  | 52,87% | 52,87% |
| Schlein    | Schlein    |  | 34,88% | 34,88% |
| Cuperlo    | Cuperlo    |  | 7,96%  | 7,96%  |
| De Micheli | De Micheli |  | 4,29%  | 4,29%  |

(Dati definitivi)

### Voto tra gli elettori (26 febbraio)
| Candidati              | Candidati              | Voti      | %     |
| ---------------------- | ---------------------- | --------- | ----- |
|                        | Elly Schlein           | 587 010   | 53,75 |
|                        | Stefano Bonaccini      | 505 032   | 46,25 |
| Totale voti validi     | Totale voti validi     | 1 092 042 | 100   |
| Schede bianche e nulle | Schede bianche e nulle | 6 581     | -     |
| Totale votanti         | Totale votanti         | 1 098 623 | -     |

|           |           |  |        |        |
| --------- | --------- |  | ------ | ------ |
| Schlein   | Schlein   |  | 53,75% | 53,75% |
| Bonaccini | Bonaccini |  | 46,25% | 46,25% |

### Voto tra gli elettori per regione
| Regione               | Elly Schlein  | Elly Schlein | Stefano Bonaccini | Stefano Bonaccini | Voti validi | Bianche/nulle | Votanti   |        |       |   |       |
| Regione               | Voti          | %            | Voti              | %                 | Voti validi | Bianche/nulle | Votanti   |        |       |   |       |
| --------------------- | ------------- | ------------ | ----------------- | ----------------- | ----------- | ------------- | --------- | ------ | ----- | - | ----- |
| Regione               | Valle d'Aosta | 736          | 70,70%            | 305               | Voti validi | Bianche/nulle | Votanti   | 29,30% | 1 041 | 4 | 1 045 |
| Piemonte              | 36 492        | 66,16%       | 18 668            | 33,84%            | 55 160      | 331           | 55 491    |        |       |   |       |
| Liguria               | 19 370        | 67,27%       | 9 423             | 32,73%            | 28 793      | 156           | 28 949    |        |       |   |       |
| Lombardia             | 100 881       | 65,09%       | 54 098            | 34,91%            | 154 979     | 850           | 155 829   |        |       |   |       |
| Trentino-Alto Adige   | 7 593         | 63,33%       | 4 360             | 36,66%            | 11 953      | 132           | 12 085    |        |       |   |       |
| Veneto                | 39 604        | 63,69%       | 22 575            | 36,31%            | 62 179      | 261           | 62 440    |        |       |   |       |
| Friuli-Venezia Giulia | 10 009        | 63,96%       | 5 640             | 36,04%            | 15 649      | 98            | 15 747    |        |       |   |       |
| Emilia-Romagna        | 65 676        | 43,63%       | 84 857            | 56,37%            | 150 533     | 907           | 151 440   |        |       |   |       |
| Toscana               | 66 487        | 61,93%       | 40 877            | 38,07%            | 107 364     | 976           | 108 340   |        |       |   |       |
| Marche                | 14 185        | 54,62%       | 11 783            | 45,38%            | 25 968      | 273           | 26 241    |        |       |   |       |
| Umbria                | 8 872         | 52,10%       | 8 156             | 47,90%            | 17 028      | 94            | 17 122    |        |       |   |       |
| Lazio                 | 69 542        | 62,59%       | 41 572            | 37,41%            | 111 114     | 529           | 111 643   |        |       |   |       |
| Abruzzo               | 10 181        | 49,65%       | 10 325            | 50,35%            | 20 506      | 96            | 20 602    |        |       |   |       |
| Molise                | 2 074         | 30,56%       | 4 712             | 69,44%            | 6 786       | 42            | 6 828     |        |       |   |       |
| Campania              | 28 370        | 31,47%       | 61 778            | 68,53%            | 90 148      | 436           | 90 584    |        |       |   |       |
| Basilicata            | 5 670         | 38,55%       | 9 037             | 61,45%            | 14 707      | 71            | 14 778    |        |       |   |       |
| Puglia                | 36 043        | 44,10%       | 45 680            | 55,90%            | 81 723      | 402           | 82 125    |        |       |   |       |
| Calabria              | 12 787        | 35,51%       | 23 225            | 64,49%            | 36 012      | 36            | 36 048    |        |       |   |       |
| Sicilia               | 33 438        | 56,84%       | 25 394            | 43,16%            | 58 832      | 159           | 58 991    |        |       |   |       |
| Sardegna              | 13 990        | 42,88%       | 18 636            | 57,12%            | 32 626      | 696           | 33 322    |        |       |   |       |
| Estero                | 5 010         | 56,03%       | 3 931             | 43,97%            | 8 941       | 32            | 8 973     |        |       |   |       |
| Totale                | 587 010       | 53,75%       | 505 032           | 46,25%            | 1 092 042   | 6 581         | 1 098 623 |        |       |   |       |

(Dati definitivi)

## Eletti
L'assemblea nazionale del Partito Democratico si è riunita il 12 marzo 2023 proclamando formalmente Elly Schlein a segretaria del partito.
Composizione dell'Assemblea nazionale
     Delegati di Elly Schlein 333
     Delegati di Stefano Bonaccini 267